# Python europaeus
Python europaeus (лат.) — вид вымерших неядовитых змей из семейства питонов (Pythonidae), обитавших в начале-середине миоцена (16,9—13,7 млн лет назад) на территории Европы. Описан в 2003 году по голотипу MNHN VCO 29, представляющему собой ископаемый позвонок. Найден в отложениях формаций Vieux Collonges, La Grive и Béon (Франция). Позвонки этого вида характеризуются небольшими остистыми отростками.